# Liste des plus grosses cloches
Cet article recense les plus grosses cloches.

## Chronologie des records de poids (cloches opérationnelles)
| Durée du record | Durée du record | Nom                          | Masse (t) | Pays (à la construction) | Édifice          | Ville        | Notes                                          |
| De              | À               | Nom                          | Masse (t) | Pays (à la construction) | Édifice          | Ville        | Notes                                          |
| --------------- | --------------- | ---------------------------- | --------- | ------------------------ | ---------------- | ------------ | ---------------------------------------------- |
| 732             | 1484            | Cloche                       | 44        | Japon                    | Tōdai-ji         | Nara         |                                                |
| 1484            | 1608            | Grande cloche de Dhammazedi  | 297       | Royaume d'Ayutthaya      | Pagode Shwedagon | Rangoun      | Volée en 1608, a sombré pendant son transport. |
| 1608            | 1633            | Cloche                       | 44        | Japon                    | Tōdai-ji         | Nara         |                                                |
| 1633            | 1810            | Cloche                       | 67        | Japon                    | Chion-in         | Kyoto        |                                                |
| 1810            | 1839            | Cloche de Mingun             | 88        | Empire birman            |                  | Mingun (en)  | Tombée en 1839 lors d'un tremblement de terre  |
| 1839            | 1896            | Cloche                       | 67        | Japon                    | Chion-in         | Kyoto        |                                                |
| 1896            | 1902            | Cloche de Mingun             | 88        | Birmanie                 |                  | Mingun (en)  |                                                |
| 1902            | 1942            | Cloche                       | 114       | Japon                    | Shi Tennō-ji     | Osaka        | Recyclée pour raisons militaires               |
| 1942            | 2000            | Cloche de Mingun             | 88        | Birmanie                 |                  | Mingun (en)  |                                                |
| 2000            | actuel          | Cloche de Bonne Fortune (en) | 116       | Chine                    | Temple Foquan    | Pingdingshan |                                                |

## Cloches de plus de 23 t
| Nom                            | Masse (t) | Pays (à la construction) | Édifice                                   | Ville             | Année                 | Fondeur                   | Illus.                                 |
| ------------------------------ | --------- | ------------------------ | ----------------------------------------- | ----------------- | --------------------- | ------------------------- | -------------------------------------- |
| Grande cloche de Dhammazedi    | 297       | Birmanie                 | Pagode Shwedagon                          | Rangoun           | 1484                  | Inconnu                   |                                        |
| Tsar Kolokol                   | 197       | Russie                   | Kremlin                                   | Moscou            | 1735                  | Ivan Feodorovich Motorin  |                                        |
| Cloche de Bonne Fortune (en)   | 116       | Chine                    | Temple Foquan                             | Pingdingshan      | 2000                  | Groupe Tianrui            |                                        |
| Cloche                         | 114       | Japon                    | Shi Tennō-ji                              | Osaka             | 1902                  | Inconnu                   | Fondue en 1942 pour raisons militaires |
| Tsarsky Kolokol                | 72        | Russie                   | Laure de la Trinité-Saint-Serge           | Serguiev Possad   | 2004                  | Zavod Imeni Likhacheva    |                                        |
| Cloche de Mingun               | 88        | Birmanie                 |                                           | Mingun (en)       | 1808                  | Inconnu                   |                                        |
| Cloche                         | 67        | Japon                    | Chion-in                                  | Kyoto             | 1633                  | Inconnu                   |                                        |
| Tsarsky Kolokol                | 66        | Russie                   | Laure de la Trinité-Saint-Serge           | Serguiev Possad   | 1748                  | Inconnu                   | Détruite en 1930                       |
| Cloche de la Grande Assomption | 66        | Russie                   | Clocher d'Ivan le Grand, Kremlin          | Moscou            | 1817                  | Yakov Zavyalov et Rusinov |                                        |
| Cloche de Yongle (zh)          | 46,5      | Chine                    | Temple de la grosse cloche                | Pékin             | vers 1420             | Yao Guangxiao (en)        |                                        |
| Cloche                         | 44        | Japon                    | Tōdai-ji                                  | Nara              | 732                   | Inconnu                   |                                        |
| Cloche                         | 40        | Russie                   |                                           | Moscou            | 1600                  | Andreï Tchokhov (en)      |                                        |
| Mahatissada                    | 38        | Birmanie                 | Pagode Shwedagon                          | Rangoun           | 1841                  | Inconnu                   |                                        |
| Cloche                         | 36        | Japon                    | Toki no sumika                            | Gotenba           | 2006                  | Fonderie royale Eijsbouts |                                        |
| Đại hồng chung                 | 36        | Viêt Nam                 | Pagode de Bái Đính                        | Ninh Bình         | 2007                  | Nguyễn Văn Sở             |                                        |
| Blagovestnik                   | 35        | Russie                   | Laure de la Trinité-Saint-Serge           | Serguiev Possad   | 2002                  | Zavod Imeni Likhacheva    |                                        |
| Cloche                         | 35        | Russie                   | Monastère Saint-Sabbas de Storoji         | Zvenigorod        | 1667                  | Inconnu                   | Détruite en 1941                       |
| Cloche                         | 35        | Russie                   | Monastère Saint-Sabbas de Storoji         | Zvenigorod        | 2003                  | Vera LLC                  |                                        |
| Cloche                         | 34        | Russie                   | Monastère Saint-Georges de Iouriev        | Novgorod          |                       | Inconnu                   |                                        |
| World Peace Bell (en)          | 33        | États-Unis               |                                           | Newport, Kentucky | 1998                  | Fonderie Paccard          |                                        |
| Cloche                         | 33        | Russie                   | Monastère de Kazansky                     | Tambov            |                       | Inconnu                   |                                        |
| Cloche                         | 33        | Russie                   | Monastère de Kirillo-Belozersky           | Kirillov          |                       | Inconnu                   |                                        |
| Godounov                       | 30        | Russie                   | Laure de la Trinité-Saint-Serge           | Serguiev Possad   | Vers 1600             | Andreï Tchokhov (en)      | Détruite en 1701                       |
| Cloche                         | 30        | Russie                   | Cathédrale Saint-Isaac                    | Saint-Pétersbourg | Milieu du XIXe siècle | Inconnu                   |                                        |
| Kaiserglocke                   | 28        | Empire allemand          | Cathédrale                                | Cologne           | 1874                  | Andreas Hamm              | Détruite en 1918                       |
| Torjestvenny                   | 27        | Russie                   | Cathédrale du Christ-Sauveur              | Moscou            | 1878                  | Inconnu                   |                                        |
| Évangéliste                    | 27        | Russie                   | Laure de la Trinité-Saint-Serge           | Serguiev Possad   | 2002                  | Zavod Imeni Likhacheva    |                                        |
| Cloche                         | 26        | Russie                   | Cathédrale Sainte-Sophie                  | Novgorod          | 1659                  | Inconnu                   |                                        |
| Cloche                         | 25,190    | Roumanie                 | Cathédrale du salut de la nation roumaine | Bucarest          | 2016                  | Grassmayr                 |                                        |
| Sankt Petersglocke             | 24        | Allemagne                | Cathédrale                                | Cologne           | 1923                  | Heinrich Ulrich           |                                        |
| Sysoi                          | 24        | Russie                   | Cathédrale de l'Assomption                | Rostov Veliki     | 1689                  | Flor Terentyev            |                                        |
| Maha Ganda                     | 23        | Birmanie                 | Pagode Shwedagon                          | Rangoun           | 1779                  | Inconnu                   |                                        |